# Hòa Chính, Lâm Hạ
Hòa Chính (chữ Hán phồn thể:和政縣, chữ Hán giản thể: 和政县) là một huyện thuộc châu tự trị dân tộc Hồi Lâm Hạ, tỉnh Cam Túc, Cộng hòa Nhân dân Trung Hoa. Huyện này có diện tích 960 km², dân số năm 2004 là 190.000 người, mã số bưu chính là 731200. Huyện lỵ Hòa Chính đóng ở trấn Thành Quan. Về mặt hành chính, huyện được chia thành 1 trấn, 13 hương.
- Trấn: Thành Quan.
- Hương: Tam Hợp, Lương Gia Tự, Trần Gia Tập, Tạm Lý Phố, Mã Gia Bảo, La Gia Tập, Bốc Gia Trang, Mãi Gia Tập, Tân Doanh, Quan Than Câu, Tân Trang, Điếu Than và Đạt Lãng.

## Khí hậu
| Dữ liệu khí hậu của Hòa Chính            | Dữ liệu khí hậu của Hòa Chính | Dữ liệu khí hậu của Hòa Chính | Dữ liệu khí hậu của Hòa Chính | Dữ liệu khí hậu của Hòa Chính | Dữ liệu khí hậu của Hòa Chính | Dữ liệu khí hậu của Hòa Chính | Dữ liệu khí hậu của Hòa Chính | Dữ liệu khí hậu của Hòa Chính | Dữ liệu khí hậu của Hòa Chính | Dữ liệu khí hậu của Hòa Chính | Dữ liệu khí hậu của Hòa Chính | Dữ liệu khí hậu của Hòa Chính | Dữ liệu khí hậu của Hòa Chính |
| Tháng                                    | 1                             | 2                             | 3                             | 4                             | 5                             | 6                             | 7                             | 8                             | 9                             | 10                            | 11                            | 12                            | Năm                           |
| ---------------------------------------- | ----------------------------- | ----------------------------- | ----------------------------- | ----------------------------- | ----------------------------- | ----------------------------- | ----------------------------- | ----------------------------- | ----------------------------- | ----------------------------- | ----------------------------- | ----------------------------- | ----------------------------- |
| Cao kỉ lục °C (°F)                       | 14.2 (57.6)                   | 18.3 (64.9)                   | 26.2 (79.2)                   | 29.4 (84.9)                   | 29.6 (85.3)                   | 30.2 (86.4)                   | 35.1 (95.2)                   | 32.2 (90.0)                   | 29.6 (85.3)                   | 23.4 (74.1)                   | 18.2 (64.8)                   | 12.5 (54.5)                   | 35.1 (95.2)                   |
| Trung bình ngày tối đa °C (°F)           | 0.6 (33.1)                    | 4.2 (39.6)                    | 9.6 (49.3)                    | 15.8 (60.4)                   | 19.2 (66.6)                   | 22.2 (72.0)                   | 24.2 (75.6)                   | 23.3 (73.9)                   | 18.4 (65.1)                   | 13.2 (55.8)                   | 7.7 (45.9)                    | 2.3 (36.1)                    | 13.4 (56.1)                   |
| Trung bình ngày °C (°F)                  | −7.3 (18.9)                   | −3.4 (25.9)                   | 2.3 (36.1)                    | 8.0 (46.4)                    | 11.9 (53.4)                   | 15.2 (59.4)                   | 17.1 (62.8)                   | 16.5 (61.7)                   | 12.3 (54.1)                   | 6.6 (43.9)                    | 0.0 (32.0)                    | −5.7 (21.7)                   | 6.1 (43.0)                    |
| Tối thiểu trung bình ngày °C (°F)        | −13.0 (8.6)                   | −9.0 (15.8)                   | −3.2 (26.2)                   | 1.4 (34.5)                    | 5.3 (41.5)                    | 8.7 (47.7)                    | 10.9 (51.6)                   | 11.1 (52.0)                   | 7.8 (46.0)                    | 2.1 (35.8)                    | −4.7 (23.5)                   | −11.0 (12.2)                  | 0.5 (32.9)                    |
| Thấp kỉ lục °C (°F)                      | −23.4 (−10.1)                 | −23.2 (−9.8)                  | −21.3 (−6.3)                  | −13.6 (7.5)                   | −5.1 (22.8)                   | −0.1 (31.8)                   | 2.4 (36.3)                    | 3.1 (37.6)                    | −2.3 (27.9)                   | −9.8 (14.4)                   | −21.5 (−6.7)                  | −27.7 (−17.9)                 | −27.7 (−17.9)                 |
| Lượng Giáng thủy trung bình mm (inches)  | 5.4 (0.21)                    | 8.6 (0.34)                    | 18.5 (0.73)                   | 40.8 (1.61)                   | 78.6 (3.09)                   | 74.8 (2.94)                   | 115.3 (4.54)                  | 129.2 (5.09)                  | 89.3 (3.52)                   | 44.6 (1.76)                   | 9.0 (0.35)                    | 3.0 (0.12)                    | 617.1 (24.3)                  |
| Số ngày giáng thủy trung bình (≥ 0.1 mm) | 5.8                           | 6.0                           | 8.8                           | 9.2                           | 12.4                          | 14.0                          | 14.8                          | 15.0                          | 15.1                          | 11.3                          | 5.0                           | 3.4                           | 120.8                         |
| Số ngày tuyết rơi trung bình             | 8.6                           | 8.7                           | 9.6                           | 4.3                           | 0.6                           | 0                             | 0                             | 0                             | 0                             | 2.5                           | 5.5                           | 6.1                           | 45.9                          |
| Độ ẩm tương đối trung bình (%)           | 63                            | 63                            | 63                            | 60                            | 66                            | 72                            | 76                            | 78                            | 82                            | 80                            | 72                            | 65                            | 70                            |
| Số giờ nắng trung bình tháng             | 189.3                         | 182.3                         | 205.5                         | 221.9                         | 235.1                         | 229.0                         | 235.4                         | 217.1                         | 159.2                         | 175.2                         | 192.0                         | 197.0                         | 2.439                         |
| Phần trăm nắng có thể                    | 60                            | 59                            | 55                            | 56                            | 54                            | 53                            | 54                            | 53                            | 43                            | 51                            | 63                            | 65                            | 56                            |
| Nguồn: Cục Khí tượng Trung Quốc          |                               |                               |                               |                               |                               |                               |                               |                               |                               |                               |                               |                               |                               |